# Dismodicus modicus
Dismodicus modicus är en spindelart som beskrevs av Chamberlin och Ivie 1947. Dismodicus modicus ingår i släktet Dismodicus och familjen täckvävarspindlar.
Artens utbredningsområde är Alaska. Inga underarter finns listade i Catalogue of Life.